# شهرستان مستقل بریجند
شهرستان بریجند (ویلزی: Pen-y-bont ar Ogwr) شهرستانی مستقل واقع در جنوب کشور ولز است که ۱۳۹٬۲۰۰ نفر جمعیت این شهرستان می‌باشد. مرکز این شهرستان شهری به همین نام است. این شهرستان در سال ۱۹۹۶ طی قانونی که از سوی مجلس شورای ملی ولز به تصویب رسید ، از اوگور جدا شد و به عنوان شهرستانی مستقل در ولز رسمیت یافت.